# 里特尼
51°1′37″N 30°12′27″E / 51.02694°N 30.20750°E
里特尼（烏克蘭語：Ритні）是位於烏克蘭北部的村莊，由基辅州维什霍罗德区的季梅爾市鎮負責管轄。該村面積0.7平方公里，海拔高度103米，2001年人口18，人口密度每平方公里25.7人。